# Codorniu
Codorníu (Raventós Group — Codorníu) — бізнес-група іспанського походження та власності США (більшість її акцій належить інвестиційному фонду Carlyle), що займається виробництвом ігристого вина кави та тихого вина. Заснована в Іспанії в 1551 році, це одна з найстаріших компаній в країні; будучи найстарішою Casa de Ganaderos de Zaragoza. Її оборот у 2018 році склав 203 мільйони євро, а консолідований прибуток — 10,3 мільйона. Вона налічує приблизно 700 співробітників, розподілених між десятьма виноробнями, розташованими в Іспанії (Каталонія, Арагон, Ла-Ріоха, Кастілья-і-Леон), Сполучених Штатах та Аргентині.

## Історія

### Початок історії Codorníu
Історія Codorníu Group починається в середині 16 століття, коли Хайме Кодорніу, власник виноградників і знарядь для догляду за виноградом, присвятив себе виноробству. Мало що відомо про цього зачинателя, за винятком деталей із його заповіту, які підкреслювали важливість виноробні, її машин та інструментів «екстремального» виноградарства.
У 1659 році спадкоємиця ферми Can Codorníu, Ана, вийшла заміж за молодого виноградаря, на ім'я Мігель Равентос. Відтоді родина Равентос протягом століть залишалася власником Кодорніу. Через два століття народився Хосе Равентос Фатьо, який розпочав історію Кави. У 1872 році, після багатьох років експериментів, йому вдалося зробити свою першу пляшку ігристого вина виготовленого по класичній технології. Коли Хосе помер у 1885 році, його син Мануель Равентос успадкував Can Codorníu і, слідуючи стопами батька, змінив напрямок сімейного бізнесу.

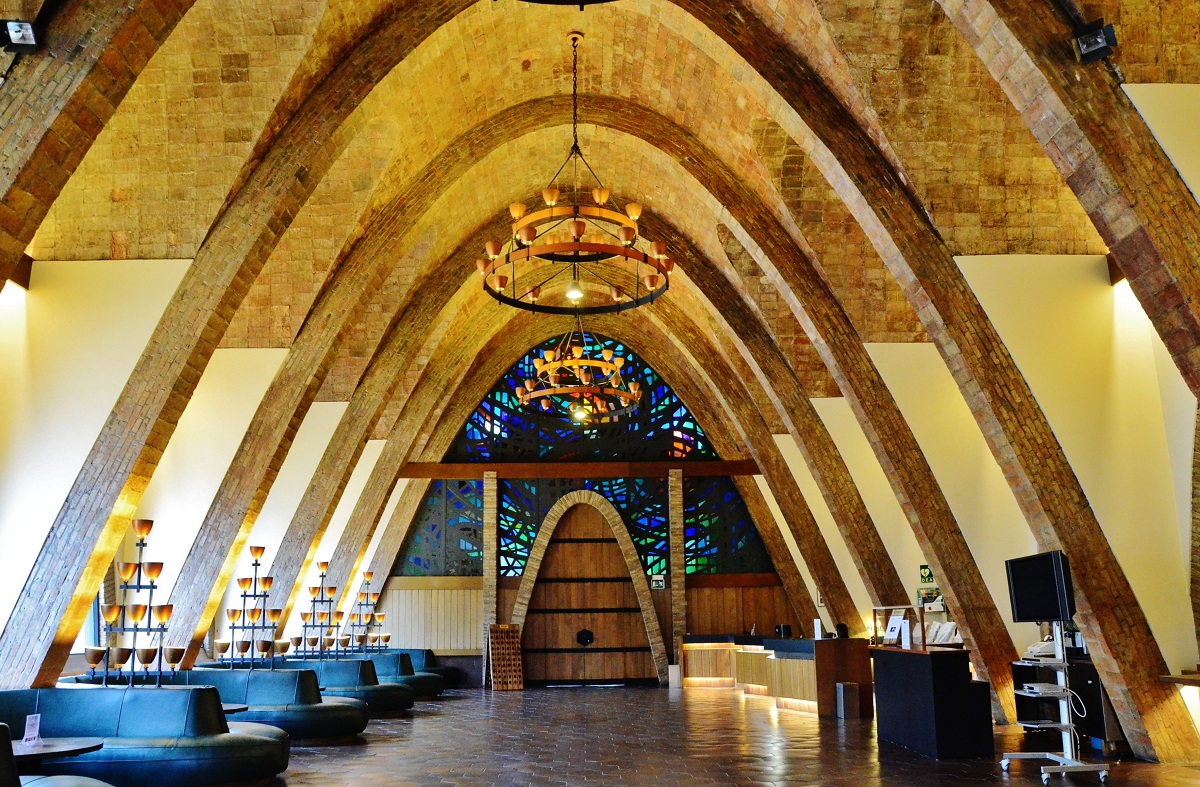
Cavas Codorniu, модерністська будівля Хосепа Пуіга і Кадафалха.

Він вирішив, що виноробні будуть займатися виключно виробництвом кави, і поїхав до Франції, щоб розширити свої енологічні знання. У 1885 році Мануель Равентос наказав розпочати будівництво винного заводу Codorniu Cavas у Сан-Садурні-де-Нойя, повну реконструкцію якого здійснив архітектор Хосеп Пуч і Кадафалк між 1902 та 1915 роками, що є важливим прикладом сільськогосподарської будівлі каталонського модернізму. .
Справжнє народження Групи відбулося в 1914 році, коли Мануель Равентос придбав 3200 гектарів землі в зоні з географічним зазначенням D.О. Костерс-дель-Сегре. Так народився Раймат. Проєкт був серйозним викликом, землі були майже пустельними і важкородючими, однак бажання родини виробляти якісне вино подолало всі невдачі. Згодом Raimat став другою опорою компанії та виноградарською базою Codorníu Group.
Розширення Codorníu Group в хронологічному порядку. Перший етап еволюції починається в 40-х роках. На той час компанія надзвичайно зросла, і сім'я Равентос розглядала можливість створення нової виноробні, щоб традиційним способом виробляти ігристе вино, призначене для юного споживача. Так у 1949 році народився Cavas Rondel (DO Cava).
Друга фаза зростання починається в 1975 році, коли почалася експансія у сфері виробництва тихих вин. У цій лінії Raimat починає виробництво високоякісних вин з нових сортів винограду. Крім того, того ж року родина Равентос купила марку Bach (в зоні з географічним зазначенням D.O. Penedès). Придбання цієї виноробні стало першим придбанням виробничого центру, який уже існував.
Третій і найпрестижніший еволюційний етап реалізується завдяки бажанню родини Равентос розмістити групу Codorníu у престижних виноробних районах не лише на національному, а й на міжнародному рівнях. Весь цей процес включав як створення нових виноробень, так і модернізацію існуючих. Першим придбанням було Bodegas Bilbaínas в Аро (D.O.Ca. Rioja) разом із 263 гектарами виноградників. Наступним еволюційним кроком було утвердження на міжнародному рівні, що включало два проєкти: у 1998 році перетворення каліфорнійської виноробні Artesa в долині Напа (США) на виробника високоякісних тихих вин, а в 1999 році створення виноробні Séptima в Мендоса (Аргентина).
Згодом, у 2000 році Codorníu Group стала акціонером Cellers Scala Dei (в зоні з географічним зазначенням D.O.Ca.Priorat).
З приходом нового століття сім'я Равентос завершила створення двох нових виноробних підприємств: одного — Nuviana, розташованого в долині Синка, в Альто-Арагоні, а іншого — Legaris, розташованого в муніципалітеті Куріель-де-Дуеро (Вальядолід) і Сан-Мартін-де-Рубіалес (Бургос). Наразі, завдяки відновленню виноробні та виноградників, розташованих у монастирському замку Абадія-де-Поблет (D.O.Conca del Barberà), група Codorníu має одинадцять виноробень.
У жовтні 2017 року компанія перенесла свою штаб-квартиру з Барселони в місто Аро в Ріоху через невизначеність, спричинену процесом встановлення суверенітету Каталонії.
У червні 2018 року американський інвестиційний фонд Carlyle після кількох років переговорів придбав від 55 % до 60 % акцій за 300 мільйонів.
У березні 2019 року корпоративну назву групи змінили з Codorníu-Raventós на Raventós-Codorníu.

## Група Codorníu
Зараз компанія має десять комерційних офісів за кордоном і виноробні в трьох країнах: Іспанії, США та Аргентині. У 2011 році експорт становив 48 % світових продажів Codorníu Group.